# Linaria yemenensis
El pardillo yemení (Linaria yemenensis) es una especie de ave paseriforme de la familia Fringillidae endémica de las montañas del oeste de Arabia.

## Distribución y hábitat
Se encuentra únicamente en el oeste de Arabia Saudita y Yemen.
Sus hábitats naturales son las zonas de matorral árido subtropical de montaña.